# براندان كيلي (كاهن كاثوليكي)
براندان كيلي (بالإنجليزية: Brendan Kelly)‏ (و. 1946  م) هو كاهن كاثوليكي أيرلندي.

## مناصب
تولى منصب أسقف كاثوليكي (منذ 27 يناير 2008)
- أسقف أبرشية [الإنجليزية]‏
- أسقف أبرشية [الإنجليزية]‏

.

## التعليم
تعلم في University of Galway ‏
.